# Volkswagen Taigo

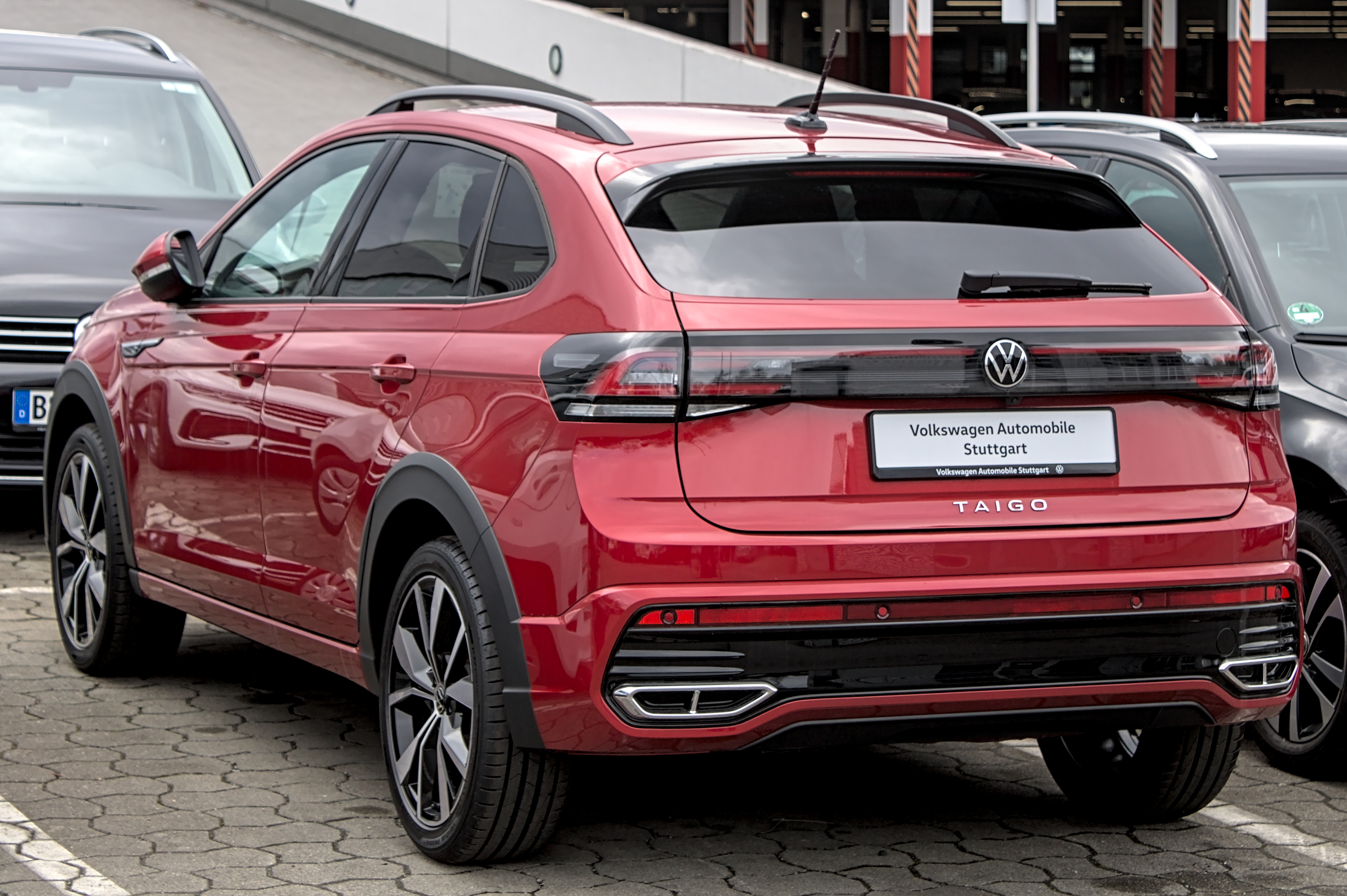
tył pojazdu

Volkswagen Taigo - samochód osobowy typu SUV Coupé produkowany pod niemiecką firmą Volkswagen od 2020 roku.

## Historia i opis modelu
Samochód ten został zaprezentowany w Brazylii w 2020 roku jako Volkswagen Nivus. Zyskał on tam na popularności, a kiedy zainteresowanie SUV-ami w Europie wzrosło, Volkswagen zaczął tam sprzedawać ten model w 2021 roku, pod nazwą Taigo. Model jest zbudowany na płycie podłogowej MQB A0, powszechnie stosowanej w mniejszych autach koncernu Volkswagena: w Skodzie Kamiq, Seacie Arona, Volkswagenie Polo oraz T-Cross.
Stylistycznie pas przedni i tylny mocno nawiązują do wcześniejszego Volkswagena T-Cross, jednak sylwetka znacząco się różni. Linia dachu jest utrzymana w stylu coupé. Taigo jest też dłuższy o 16 cm od T-Cross i o 3 cm dłuższy od T-Roc, ale jest pozycjonowany pomiędzy nimi w gamie crossoverów segmentu B.